# Museu de Belas Artes da Corunha
O Museu de Belas Artes da Corunha (em galego: Museo de Belas Artes da Coruña) é uma instituição cultural localizada na cidade galega da Corunha, em Espanha.
Possui numerosas obras de arte procedentes do Museu do Prado, pintura espanhola e européia entre os séculos XVI e XX, e pintura galega desde o XIX até a atualidade. Também exibe uma ampla colecção de gravuras de Francisco de Goya e peças de cerâmica de Sargadelos.

## História
O Museu de Belas Artes da Corunha foi fundado sem sede fixa em 1922. Entre 1947 e 1995 sua sede foi a Casa Real do Consulado, um edifício do século XVIII perto do atual, cedido pelo pintor Fernando Álvarez de Sotomayor.
O edifício atual, inaugurado em 1995, foi desenhado pelo arquiteto Manuel Gallego Jorreto e localiza-se ao lado da igreja das Capuchinhas da Corunha.